# شیوخ فوقانی
شیوخ فوقانی (به عربی: شیوخ فوقانی) یک روستا در سوریه است که در ناحیه شیوخ تحتانی واقع شده‌است. شیوخ فوقانی ۹٬۳۰۳ نفر جمعیت دارد.